# Caloplaca albovariegata
Caloplaca albovariegata је сиви, плаво-сиви или тамнозелени лишај који расте на стенама у подручјима западне Северне Америке, као што су Аризона и Калифорнија. Чест је у Мохаве пустињи. Нема проталус. Припада роду гљива Caloplaca из породице Teloschistaceae. Сличан је врсти Caloplaca peliophylla која има светлије смеђе дискове апотеције и уже истхмус споре.